# Campeonato Carioca de Futebol de 2007 - Segunda Divisão
O Campeonato Carioca da Segunda Divisão de 2007 foi a 30ª edição da segunda divisão do campeonato estadual de futebol profissional do Rio de Janeiro. A competição foi organizada pela Federação de Futebol do Estado do Rio de Janeiro (FERJ).

## Participantes
Participaram do Campeonato Estadual da Segunda Divisão as seguintes agremiações:
- Angra dos Reis Esporte Clube, de Angra dos Reis
- Artsul Futebol Clube Ltda., de Nova Iguaçu
- Bangu Atlético Clube, do Rio de Janeiro
- Bonsucesso Futebol Clube, do Rio de Janeiro
- Grande Rio Bréscia Clube, de Magé
- Cardoso Moreira Futebol Clube, de Cardoso Moreira
- Casimiro de Abreu Esporte Clube, de Casimiro de Abreu
- CFZ do Rio Sociedade Esportiva Ltda., do Rio de Janeiro
- Duque de Caxias Futebol Clube de Duque de Caxias
- Estácio de Sá Futebol Clube, do Rio de Janeiro
- Floresta Atlético Clube, de Cambuci
- Goytacaz Futebol Clube, de Campos dos Goytacazes
- Guanabara Esporte Clube, de Araruama
- Associação Esportiva Independente, de Macaé
- Macaé Esporte Futebol Clube, de Macaé
- Mesquita Futebol Clube, de Mesquita
- Olaria Atlético Clube, do Rio de Janeiro
- Associação Atlética Portuguesa, do Rio de Janeiro
- Profute Futebol Clube, do Rio de Janeiro
- Resende Futebol Clube, de Resende
- Rubro Social Esporte Clube, de Araruama
- São Cristóvão de Futebol e Regatas, do Rio de Janeiro
- Silva Jardim Futebol Clube, de Silva Jardim
- Esporte Clube Tigres do Brasil, de Duque de Caxias
- Villa Rio Esporte Clube, do Rio de Janeiro

- Desistências: Itaperuna EC, EC Miguel Couto (Nova Iguaçu), CE Rio Branco (Campos dos Goytacazes) e Serrano FC (Petrópolis).

### Classificação Final
| Col. | Equipe            | J  | V  | E | D  | PG | GP | GC | SG  | Observação                                       | Fase                           |
| ---- | ----------------- | -- | -- | - | -- | -- | -- | -- | --- | ------------------------------------------------ | ------------------------------ |
| 1    | Resende FC        | 28 | 14 | 7 | 7  | 49 | 36 | 30 | +6  | Campeão e promovido à primeira divisão 2008      | 4ª Fase - Grupo K (campeonato) |
| 2    | Mesquita          | 30 | 17 | 8 | 5  | 59 | 43 | 22 | +21 | Vice-campeão e promovido à primeira divisão 2008 | 4ª Fase - Grupo K (campeonato) |
| 3    | Macaé             | 28 | 19 | 3 | 6  | 60 | 56 | 21 | +35 | Promovido à primeira divisão 2008                | 4ª Fase - Grupo K (campeonato) |
| 4    | Cardoso Moreira   | 28 | 11 | 7 | 10 | 40 | 27 | 26 | +1  | Promovido à primeira divisão 2008                | 4ª Fase - Grupo K (campeonato) |
| 5    | Duque de Caxias   | 30 | 15 | 8 | 7  | 53 | 42 | 25 | +17 | Promovido à primeira divisão 2008                | 4ª Fase - Grupo L (acesso)     |
| 6    | Floresta          | 28 | 12 | 4 | 12 | 40 | 45 | 43 | +2  |                                                  | 4ª Fase - Grupo L (acesso)     |
| 7    | Olaria            | 28 | 11 | 6 | 11 | 39 | 31 | 35 | -4  |                                                  | 4ª Fase - Grupo L (acesso)     |
| 8    | Independente EC   | 28 | 8  | 8 | 12 | 32 | 28 | 46 | -18 |                                                  | 4ª Fase - Grupo L (acesso)     |
| 9    | Villa Rio         | 16 | 5  | 7 | 4  | 22 | 16 | 15 | +1  |                                                  | Eliminado na 2ª Fase           |
| 10   | Bonsucesso        | 18 | 5  | 8 | 5  | 23 | 23 | 22 | +1  |                                                  | Eliminado na 2ª Fase           |
| 11   | Tigres do Brasil  | 16 | 5  | 6 | 5  | 22 | 16 | 15 | +1  |                                                  | Eliminado na 2ª Fase           |
| 12   | Portuguesa        | 16 | 6  | 4 | 6  | 22 | 17 | 22 | -5  |                                                  | Eliminado na 2ª Fase           |
| 13   | Guanabara         | 16 | 7  | 5 | 4  | 26 | 19 | 13 | +6  |                                                  | Eliminado na 2ª Fase           |
| 14   | CFZ               | 18 | 6  | 5 | 7  | 23 | 23 | 21 | +2  |                                                  | Eliminado na 2ª Fase           |
| 15   | São Cristóvão     | 16 | 6  | 5 | 5  | 23 | 18 | 13 | +5  |                                                  | Eliminado na 2ª Fase           |
| 16   | Goytacaz          | 16 | 4  | 4 | 8  | 16 | 12 | 17 | -5  |                                                  | Eliminado na 2ª Fase           |
| 17   | Silva Jardim      | 10 | 3  | 3 | 4  | 12 | 10 | 11 | -1  |                                                  | Eliminado na 1ª Fase           |
| 18   | Bangu             | 12 | 4  | 2 | 6  | 14 | 13 | 11 | +2  |                                                  | Eliminado na 1ª Fase           |
| 19   | Estácio de Sá     | 10 | 2  | 5 | 3  | 11 | 10 | 11 | -1  |                                                  | Eliminado na 1ª Fase           |
| 20   | Angra dos Reis    | 12 | 3  | 1 | 8  | 10 | 9  | 20 | -11 |                                                  | Eliminado na 1ª Fase           |
| 21   | Bréscia           | 10 | 1  | 5 | 4  | 8  | 12 | 15 | -3  |                                                  | Eliminado na 1ª Fase           |
| 22   | Profute           | 16 | 4  | 4 | 8  | 16 | 17 | 18 | -1  |                                                  | Descenso                       |
| 23   | Artsul            | 16 | 4  | 4 | 8  | 16 | 14 | 16 | -2  |                                                  | Descenso                       |
| 24   | Casimiro de Abreu | 16 | 2  | 5 | 9  | 11 | 12 | 32 | -20 | Rebaixado à terceira divisão 2008                | Descenso                       |
| 25   | Rubro Social      | 18 | 1  | 6 | 11 | 9  | 8  | 35 | -27 | Rebaixado à terceira divisão 2008                | Descenso                       |